# 동의단지회

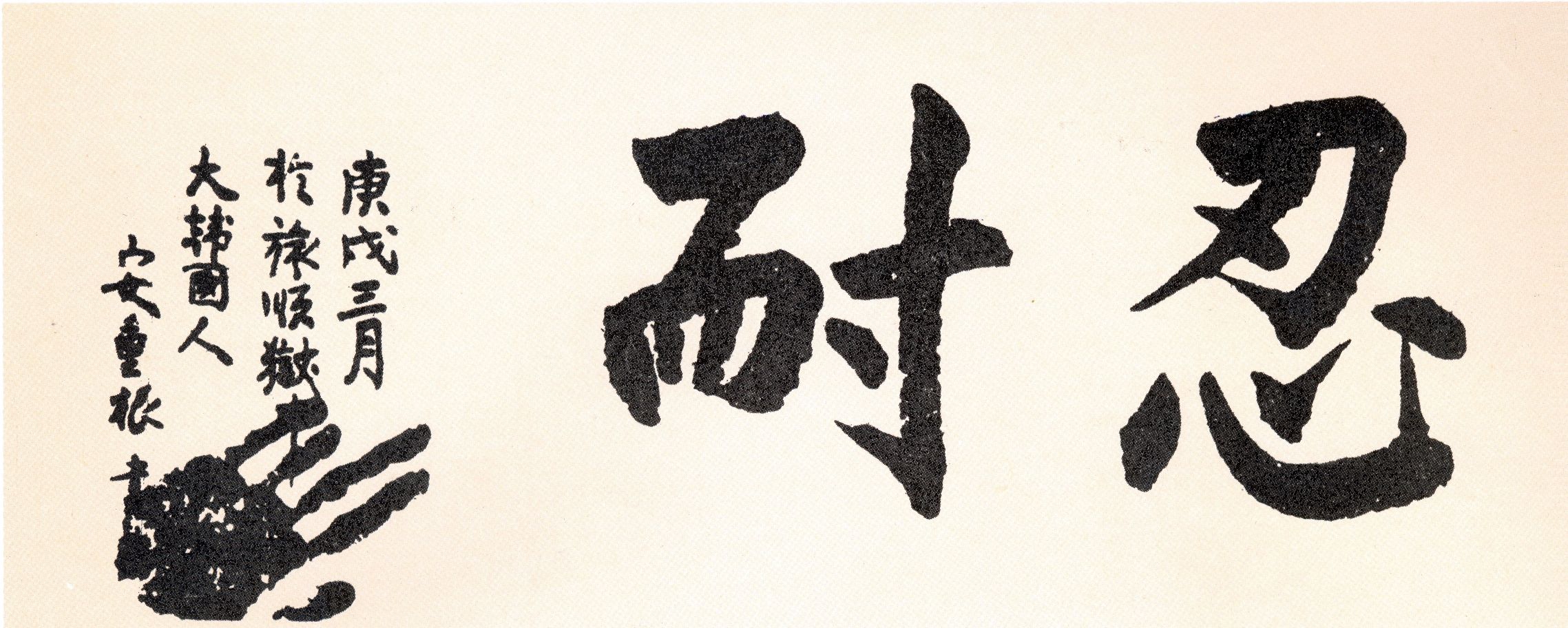
안중근 의사의 유묵. 왼손 약지가 잘려있는 것을 확인할 수 있다.

동의단지회(한국 한자음: 同義斷指會) 또는 단지동맹은 1909년 안중근이 설립한 소규모 운동단체이다. 독립운동가인 안중근이 조선에서 넘어가 러시아 제국 크라스키노에서 김기룡, 강기순, 정원주, 박봉석, 유치홍, 조순응, 황병길, 백남규, 김백춘, 김천화, 강계찬 등 12명과 모여 각자 왼손 약지를 자르고 대한독립이라는 글자를 쓰면서 맹세를 하였다. 이들은 이토 히로부미와 이완용, 박제순, 송병준을 처단하기로 합의하였다. 동의단지회 설립 이후 얼마 지나지 않아 안중근은 이토 히로부미 저격 사건에 성공한다.

## 같이 보기
- 단지동맹기념비